# Obuseiro médio BL de 5,5 polegadas
O canhão BL de 5,5 polegadas foi um canhão de artilharia britânica introduzido em meados da Segunda Guerra Mundial para equipar baterias médias.

## História
Em janeiro de 1939, foi emitida uma especificação para um canhão com peso não superior a 5,5 toneladas para substituir os obuseiros de 6 polegadas e 26 cwt em uso com a maioria das baterias médias. Para o alcance desejado de 15km, estudos balísticos recomendaram a fabricação de um novo calibre de 5,5 polegadas. O bloco da culatra de parafuso interrompido Asbury inicialmente apresentava um mecanismo de disparo semiautomático usado em canhões navais, que muitas vezes funcionava mal em campo e, portanto, teve que ser substituído por um desenho mais simples proveniente da artilharia de campanha da Primeira Guerra Mundial, enquanto os complexos equilibradores hidropneumáticos tiveram que ser trocados modelos de mola, mais pesados, mais baratos e menos exigentes.
As primeiras unidades foram equipadas no Reino Unido no verão de 1941 e no Norte da África, um ano depois, 20 canhões equiparam baterias britânicas e francesas livres em El Alamein. Posteriormente, também equipou regimentos canadenses, australianos, sul-africanos, poloneses e indianos e, após a guerra, também foi usado pela Nova Zelândia. Na Segunda Guerra Mundial, a organização normal era um regimento de 16 canhões organizado em duas baterias. O 5,5 foi mantido em serviço após a guerra. Foi usado pela Artilharia Real em operações na Coréia, Arábia do Sul e Bornéu. Provavelmente foi usado pelo exército indiano em guerras contra o Paquistão e pelo exército do Paquistão contra a Índia nas montanhas da Caxemira durante a Guerra de Cargil em 1999.
A Força de Defesa Sul-Africana utilizou-o extensivamente nas fases iniciais da Guerra de Fronteira Sul-Africana, incluindo a Operação Savana, chamando-o de G2. Aproximadamente 72 ainda estão mantidos na reserva pelo Exército Sul-Africano. No serviço britânico do pós-guerra, ele também substituiu o canhão de campo médio BL de 4,5 polegadas. Quando as baterias de 6 canhões foram introduzidas no final da década de 1950, os regimentos médios tinham 18 canhões e a terceira bateria em cada regimento de campanha estava equipada com obuseiros de 5,5 polegadas em vez daqueles de 25 libras. Permaneceu em serviço no Reino Unido com regimentos do Exército Territorial até 1980 e em serviço australiano até ser substituído pelo M198 por volta de 1984.
A substituição do Reino Unido para o 5,5 foi o FH-70 155mm rebocado, em serviço como L121. Os últimos tiros de 5,5 foram disparados no Reino Unido em 1995.
Quando em uso, o 5,5 era geralmente rebocado pelo trator de artilharia AEC Matador. A partir da década de 1950, em serviço britânico, o 5,5 era normalmente rebocado por um caminhão AEC Militant Mk 1 6x6 e, posteriormente, pelo trator de artilharia média FV 1103 Leyland Martian 6x6.
Todas os canhões de 5,5 polegadas foram fabricadas no Reino Unido.
| Pré-guerra | Setembro-dezembro de 1939 | 1940 | 1941 | 1942 | 1943 | 1944 | 1945 |
| ---------- | ------------------------- | ---- | ---- | ---- | ---- | ---- | ---- |
| 3          | 2                         | -    | 177  | 221  | 908  | 295  | 73   |

## Descrição
Houve quatro tipos munição de 5,5 de polegadas, embora apenas três e, após a Segunda Guerra Mundial, quatro tenham entrado em serviço, e as diferenças fossem mínimas. Havia dois tipos de transporte onde as diferenças eram maior uso de solda e menos rebitagem. As carruagens eram idênticas às usadas com o Ordnance BL de 4,5 polegadas Mark 2. Nenhum engate jamais foi usado e o canhão disparava com as rodas em contato com o solo.
Os pesos do canhão variam entre as fontes: Ian Hogg afirma "peso total em ação" de 6,19ton, Nigel Evans menciona "peso básico" de 5,3 "toneladas" não-especificadas, e um manual norte-americano da Segunda Guerra Mundial afirma 5,751ton.
Durante a Segunda Guerra Mundial, as travas PL e as caixas deslizantes AC (um componente separado do canhão, preso à parte inferior e à face do bloco da culatra usando uma inserção do tubo de calibre raiado para iniciar o disparo da carga ensacada) utilizando tubos de 0,5 polegada (12,7mm) foram substituídos por travas PK e caixas deslizantes Y usando tubos de 0,303 polegadas (7,7mm).
O canhão era assestado por um homem e tinha mira de calibração de padrão Probert. A mira do mostrador era inicialmente a nº 7, mas foi gradualmente substituída pela nº 9. Na década de 1960, as miras foram convertidas de graus, minutos e jardas para mils e metros. Não havia telescópio antitanque. No final da guerra, um adaptador de mira foi introduzido para permitir disparos de registro superior (ângulo alto) quando as rodas eram elevadas significativamente acima do nível das pás.

### Guarnição

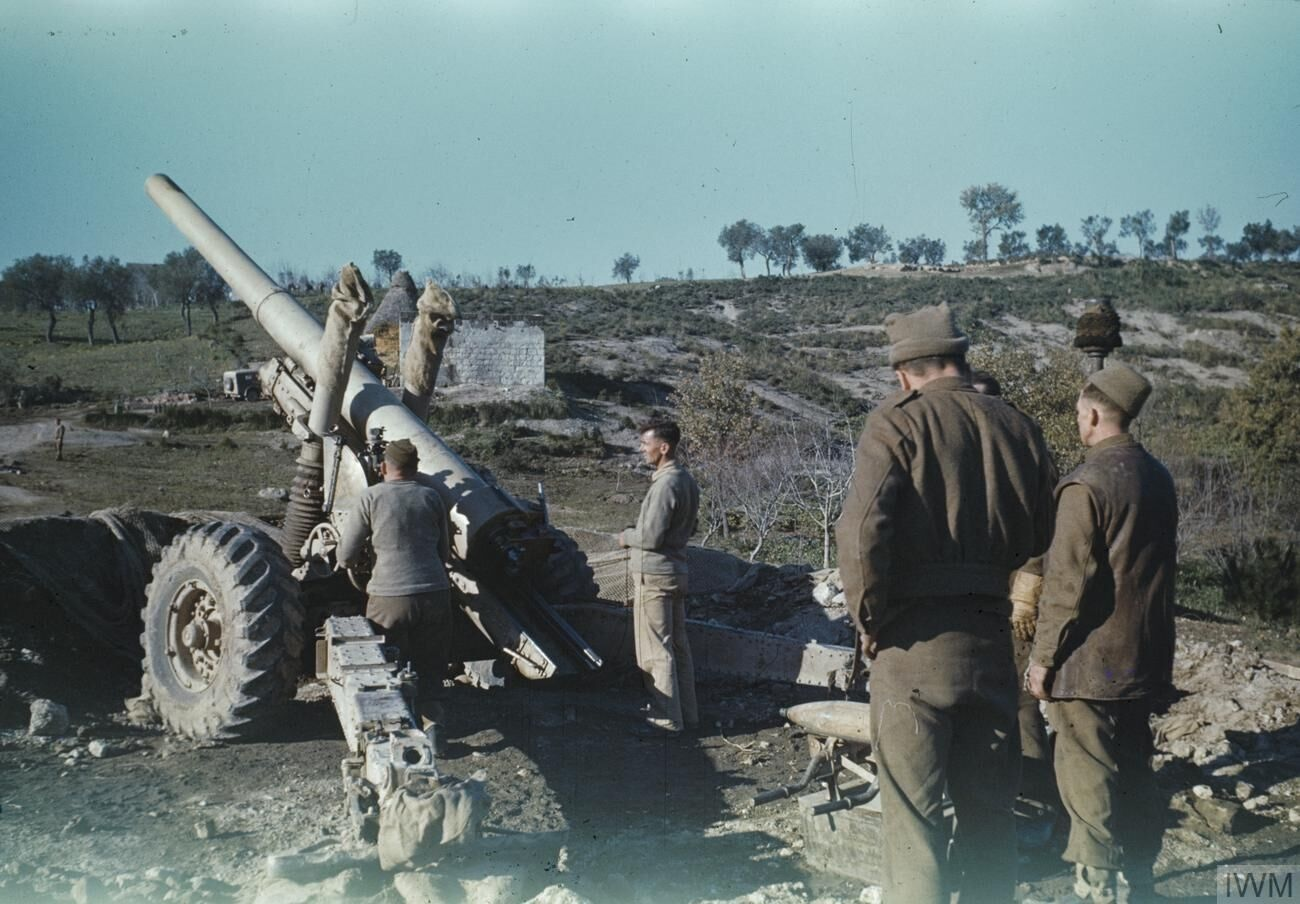
Uma tripulação do canhão de 5,5 polegadas aguarda ordem para começar o bombardeiro, perto de Sessa Aurunca, no Vale do Rio Garigliano, durante a campanha da Itália em 10 de janeiro de 1944.

O destacamento normal do canhão era de 10 homens.
| Número | Função                        |
| ------ | ----------------------------- |
| Nº 01  | Comandante do Destacamento    |
| Nº 02  | Operador de culatra e disparo |
| Nº 03  | Assestador                    |
| Nº 04  | Carregador e empurrador       |
| Nº 05  | Carregador e empurrador       |
| Nº 06  | Preparador de cartuchos       |
| Nº 07  | Preparador de obuses          |
| Nº 08  | Preparador de obuses          |
| Nº 09  | Preparador de obuses          |
| Nº 10  | Supervisor de munição         |

## Munição
Inicialmente, o canhão de 5,5 polegadas disparou um obus de 100 libras (45kg), usando quatro cargas em dois cartuchos para fornecer uma velocidade máxima inicial detabela de alcance de 510m/s e um alcance máximo de 15.000 metros.
Em 1944, um obus de 82 libras (37kg) foi introduzido junto com o Charge Super, proporcionando uma velocidade máxima inicial de 590m/s e um alcance de 16.600m. O novo obus, mais leve, continha 1,5 libra (0,68kg) mais explosivo e gradualmente substituiu o obus mais antigo e mais pesado.
Além de projéteis alto explosivos (high explosive, HE), havia vários tipos de obuses químicos de fumaça colorida pesando entre 90 e 98 libras (41 e 44kg) e  100 libras (45kg); obuses sinalizadoras coloridos também foram desenvolvidos. Após a 2ª Guerra Mundial, apenas HE foi usado. Não havia munição perfurante para o canhão, mas, em uma emergência, os artilheiros foram ensinados a remover a espoleta de impacto e disparar o alto explosivo não-fundido como um perfurante substituto.
O detonador HE normal era o nº 117, um detonador de percussão e impacto que foi introduzido em 1920 e foi usado até a década de 1960. No final de 1944, o detonador de proximidade T100 tornou-se disponível.

## Variantes
Nenhuma variante entrou em serviço, embora o Reino Unido tenha desenvolvido duas versões autopropulsadas até a fase de protótipo. A primeira, em 1945, usou o trator de canhão Crusader (desenvolvido a partir do tanque Crusader para rebocar canhões antitanque de 17 libras). Era um projeto sem torre e sem casamata.
A segunda, FV3805, na década de 1950, usava uma carreta do tanque Centurion, com o canhão montado em uma barbeta em uma casamata totalmente fechada. O chassi foi invertido, com o compartimento de combate fechado na traseira e o motor, antes na traseira, agora na dianteira. Foram construídos dois protótipos, um dos quais sobreviveu e está sendo restaurado.

## Galeria

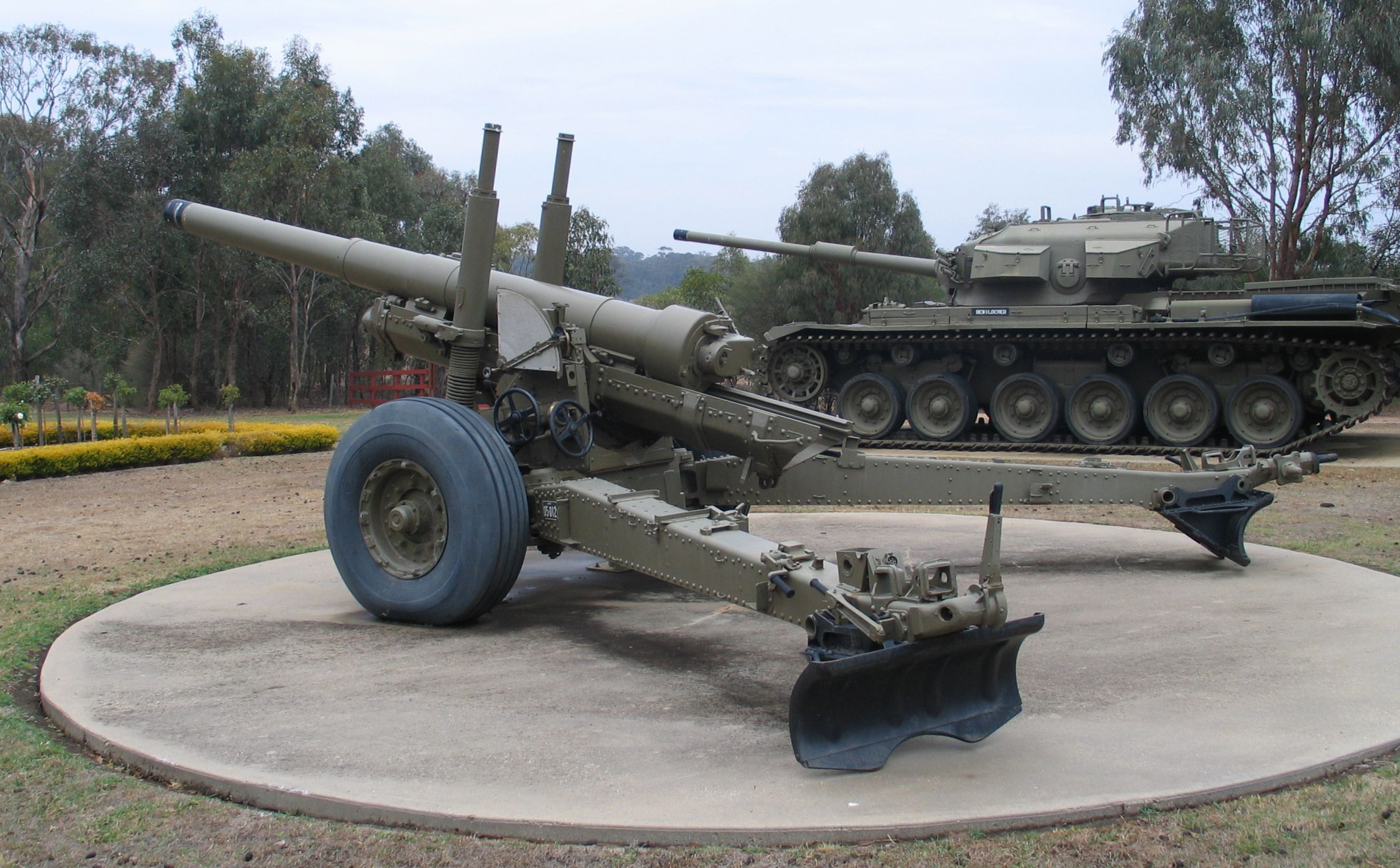
Vista lateral de um BL 5,5 Mk3 em Puckapunyal, na Austrália.
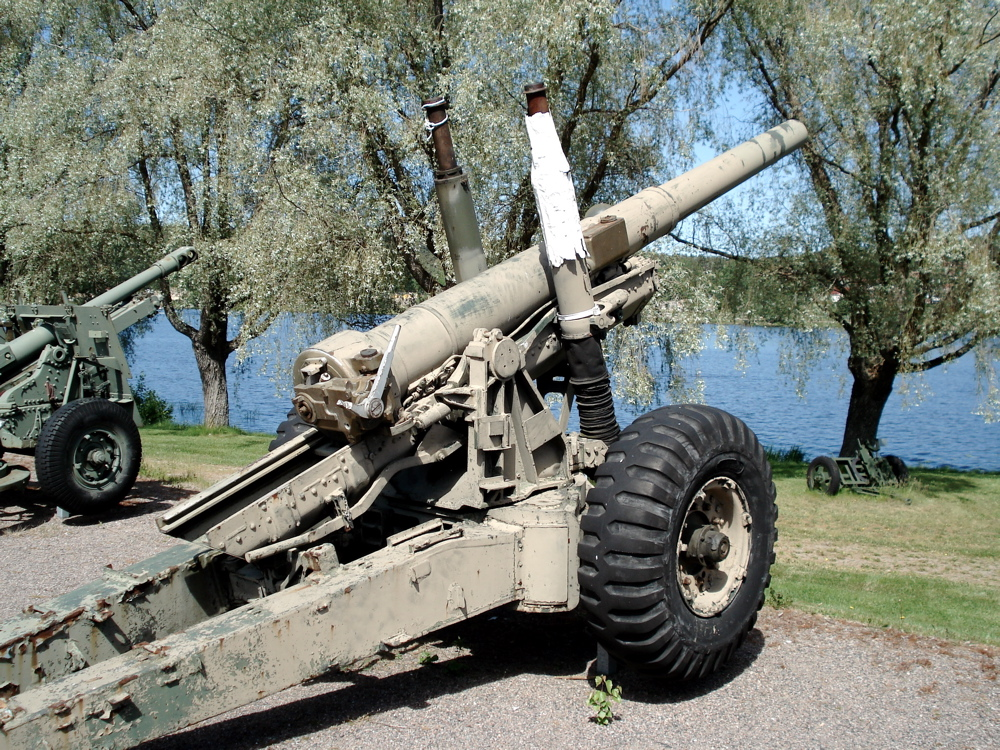
Vista traseira do BL 5,5 M3 M1939, exibido em Museu de Artilharia de Finlândia.
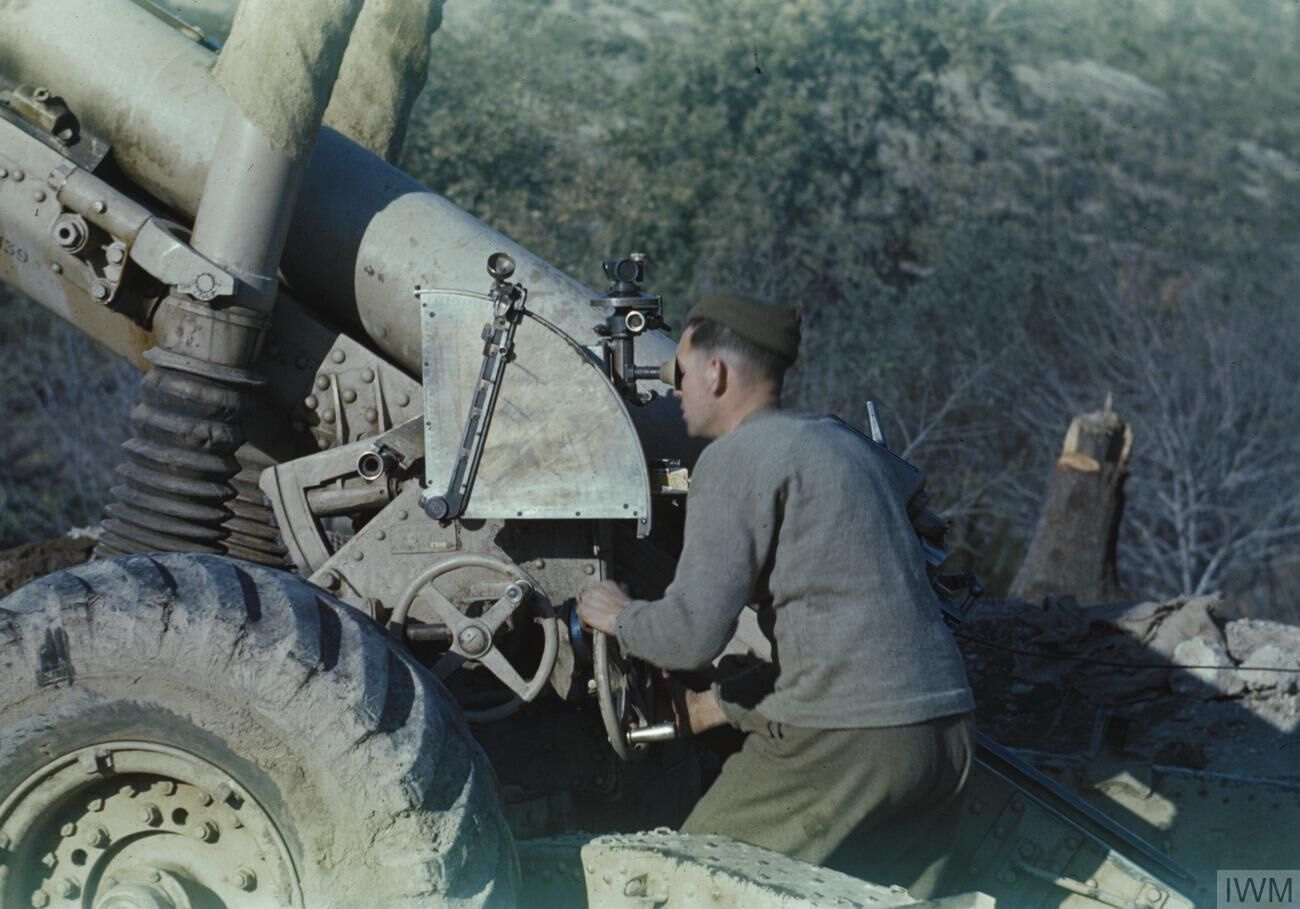
Um artilheiro britânico usa a mira e a escala de alcance de um obuseiro de 5,5 polegadas em 1944.
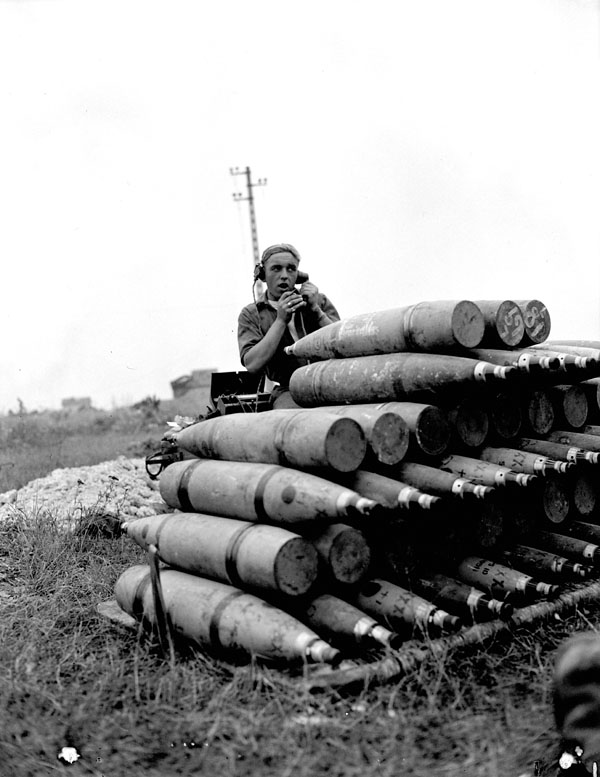
Comunicante canadense com obuses durante uma filmagem na França, em julho de 1944.
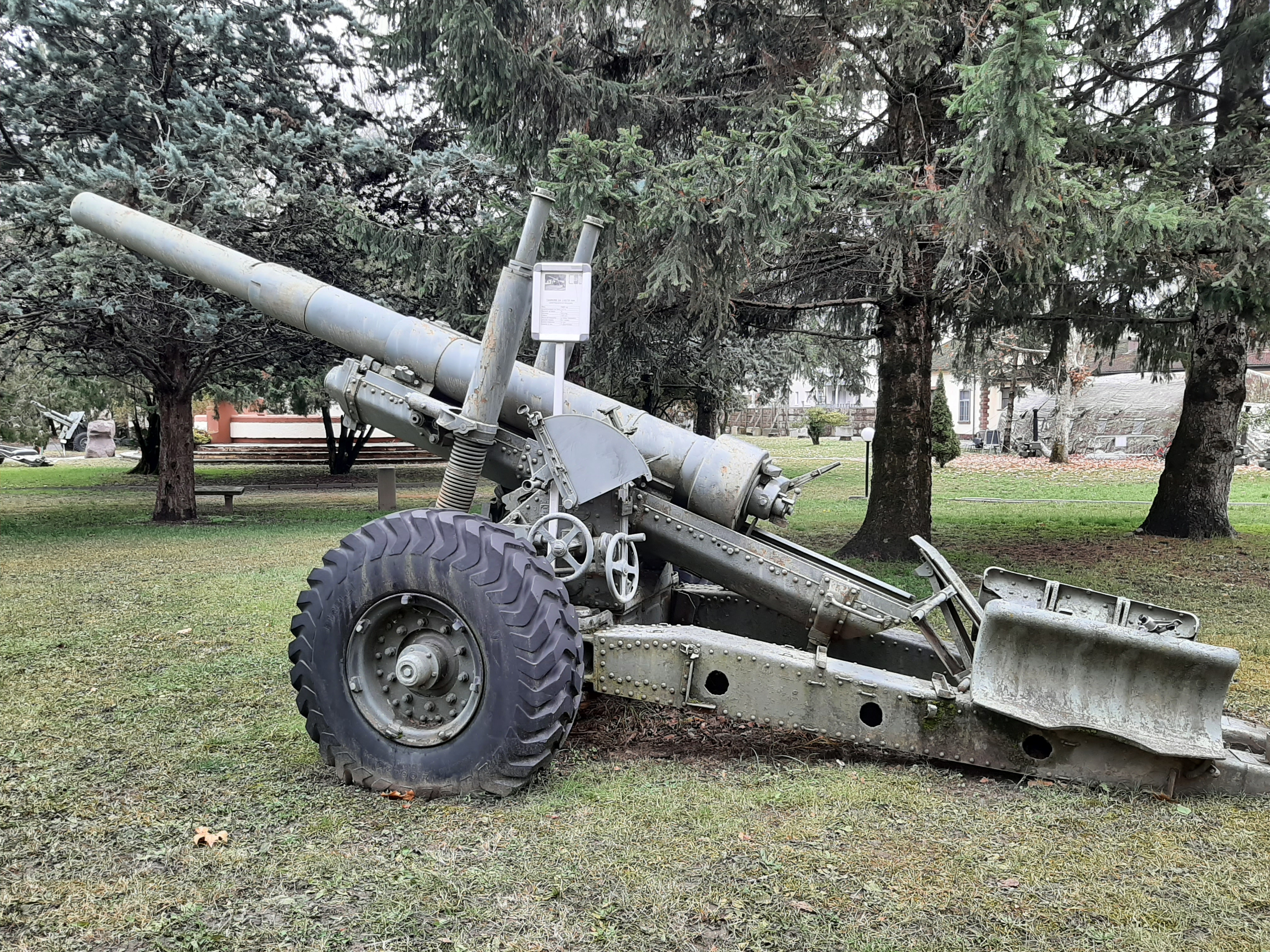
Um BL 5,5 na base do 5º Regimento de Artilharia de Montanha do Exército Italiano.
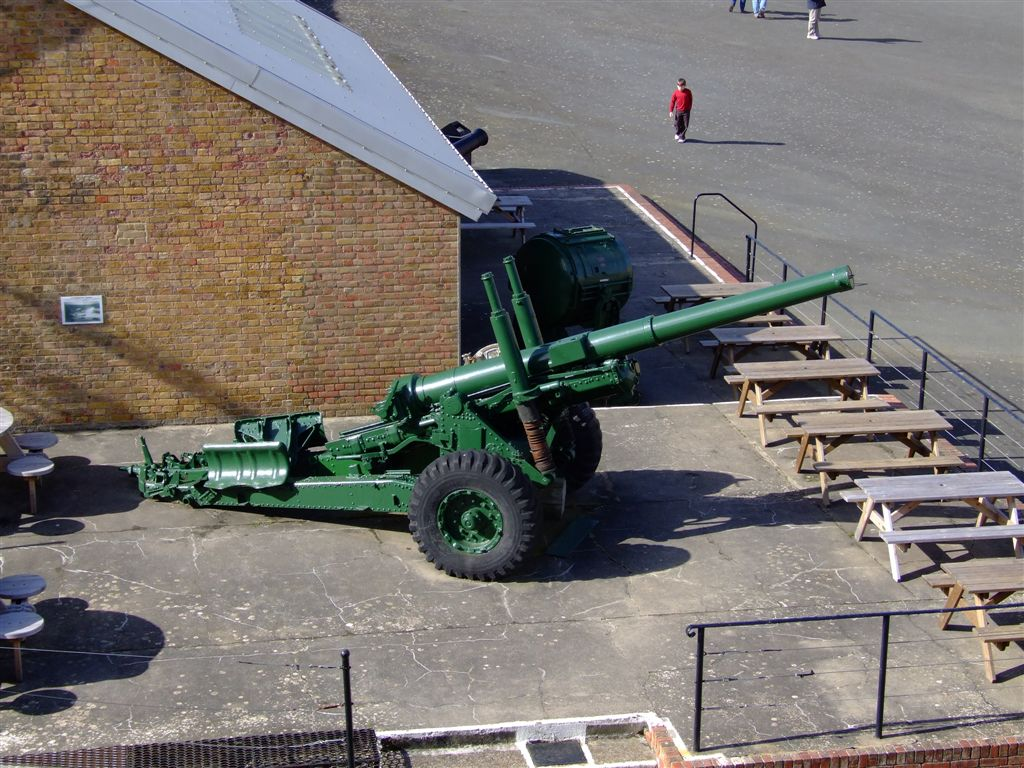
Obuseiro BL 5,5 exposto no Forte Newhaven, na Inglaterra.

## Usuários
- África do Sul
- Austrália
- Birmânia
- Canadá
- França
- Índia
- Iraque
- Itália
- Malásia
- Namíbia
- Nova Zelândia
- Omã
- Paquistão
- Polônia
- Portugal
- Reino Unido

## Exemplares sobreviventes

### Austrália
- Museu Militar de Fort Lytton, em Brisbane.
- Museu Nacional de Veículos Militares de Edinburgh, no sul da Austrália.

### França
- Arromanches-les-Bains, na Normandia − Musée du Debarquement.
- Ranville, na Normandia − Memorial Pegasus.
- Falaise − Memorial des civils dans la guerre.

### Índia
- Hospital do Comando Sul, em Pune.
- Museu do Regimento de Artilharia, na Estrada de Nashik.

### Itália
- Caserma "Cesare Battisti", em Meran.

### Namíbia
- 4ª Brigada de Artilharia do Exército da Namíbia ainda em serviço operacional.

### Holanda
- Museu da Guerra Overloon.

### Nova Zelândia
- Museu do Exército Nacional, em Waiouru.

### Reino Unido
- Museu da Artilharia Real.
- Museu do Regimento Shropshire, em Castelo de Shrewsbury.
- Três obuseiros exibidos em uma rotatória adjacente ao MoD Donnington, em Telford.[7]
- Museu Imperial da Guerra de Duxford.[8]
- Fora das linhas do 47º Regimento da Artilharia Real em Larkhill.
- Fora das linhas da 203ª Bateria (Elswick) da Artilharia Real, em Blyth, Northumberland.
- No Forte Newhaven.